# 達摩鳳蝶
達摩鳳蝶（學名：Papilio demoleus，英文俗名： (澳洲)，別名：無尾鳳蝶、黃斑鳳蝶、黃花鳳蝶、達摩翠鳳蝶、柑橘無尾鳳蝶）在台灣又名花鳳蝶，是鳳蝶科的一種蝴蝶，是鳳蝶屬的一種。廣泛分佈於生物地理分佈區的東洋界及澳新界，包括中國華南、台灣、日本沖繩以南，印度次大陸至馬來半島以及菲律賓群島廣大區域。西至阿拉伯半島東岸，東至澳大利亞等地區，許多地區的分布是伴隨栽培種芸香科植物的擴大栽培而擴廣散的結果。模式產地為中國廣東。
中型鳳蝶。無尾突。雄蝶翅背面黑色散佈若干淡黃色斑，前翅基部為鱗狀紋；後翅前緣中部具飾查線的黑色大眼斑，警角具鑲藍線的橢圖紅斑。腹面大體似背面，前翅基及中室內為放射紋，亞頂區赭黃色；後短近基部具黑色粗斜紋，室端及中區黑帶飾有鑲藍邊的黃斑，亞外緣貫穿黑色波帶。雌蝶斑紋同雄蝶，但翅底色深黃。
一年多代，成蟲全年可見，多見於3至11月。雌蝶偏好將卵產於寄主嫩葉。幼蟲的寄主為芸香科（Rutaceae）植物，包括：
- 柑橘屬 Citrus
  - 青檸 C. aurantifolia
  - 柚 C. grandis
  - 金柑 C. japonica
  - 檸檬 C. limon
  - 黎檬 C. × limonia
  - 佛手柑 C. medica var. sacrodactylis
  - 柑橘 C. reticulata
  - 橙 C. sinensis
- 黃皮屬 Clausena
  - 假黃皮(過山香) Clausena excavata
- 山小橘屬 Glycosmis
  - 石苓舅 G. citrifolia
- 烏柑屬 Severinia
  - 洒餅簕(烏柑仔) Severinia buxifolia

## 分佈
中國大陸（廣東、福建、廣西、雲南、貴州、浙江、廣西、湖北、香港）、台灣、印度、斯里蘭卡、尼泊爾、不丹、緬甸、泰國、馬來西亞、澳大利亞、巴布亞新幾內亞等。

## 形態
雌雄斑紋相似。驅體背面黑褐色，散布有黃色鱗；側，腹面奶黃色，上有四條黑褐色粗縱線。後翅外緣波狀，無明顯尾突。翅背面底色黑褐色，翅面密布黃白色斑紋及斑點。後翅前緣Sc+R1室內有一藍色環紋，臀區有一前方冠藍紋的紅斑。翅腹面黃白色斑紋較背面更為鮮明，並且有鑲藍邊的橙色紋雌蝶的黃白色斑紋泛橙色而較不鮮明。雌蝶臀區的紅斑前方所冠之藍紋通常較雄蝶大型，腹面黃色斑紋常泛橙色。
| - 停棲 - 訪花 - 交尾 - 吸水 - 群集吸水 |

## 習性
卵散產在寄主葉下面，通常在嫩葉。孵出的幼蟲會先取食卵殼，繼而取食寄主的嫩葉，隨著成長會開始取食老葉。幼蟲一直停留在葉上面。每次脫皮後，幼蟲會把舊皮吃掉，只留下頭殼，最後會在葉下面、葉柄或枝條下化蛹。蛹會因應附著物件的顏色而變成綠色或褐色。

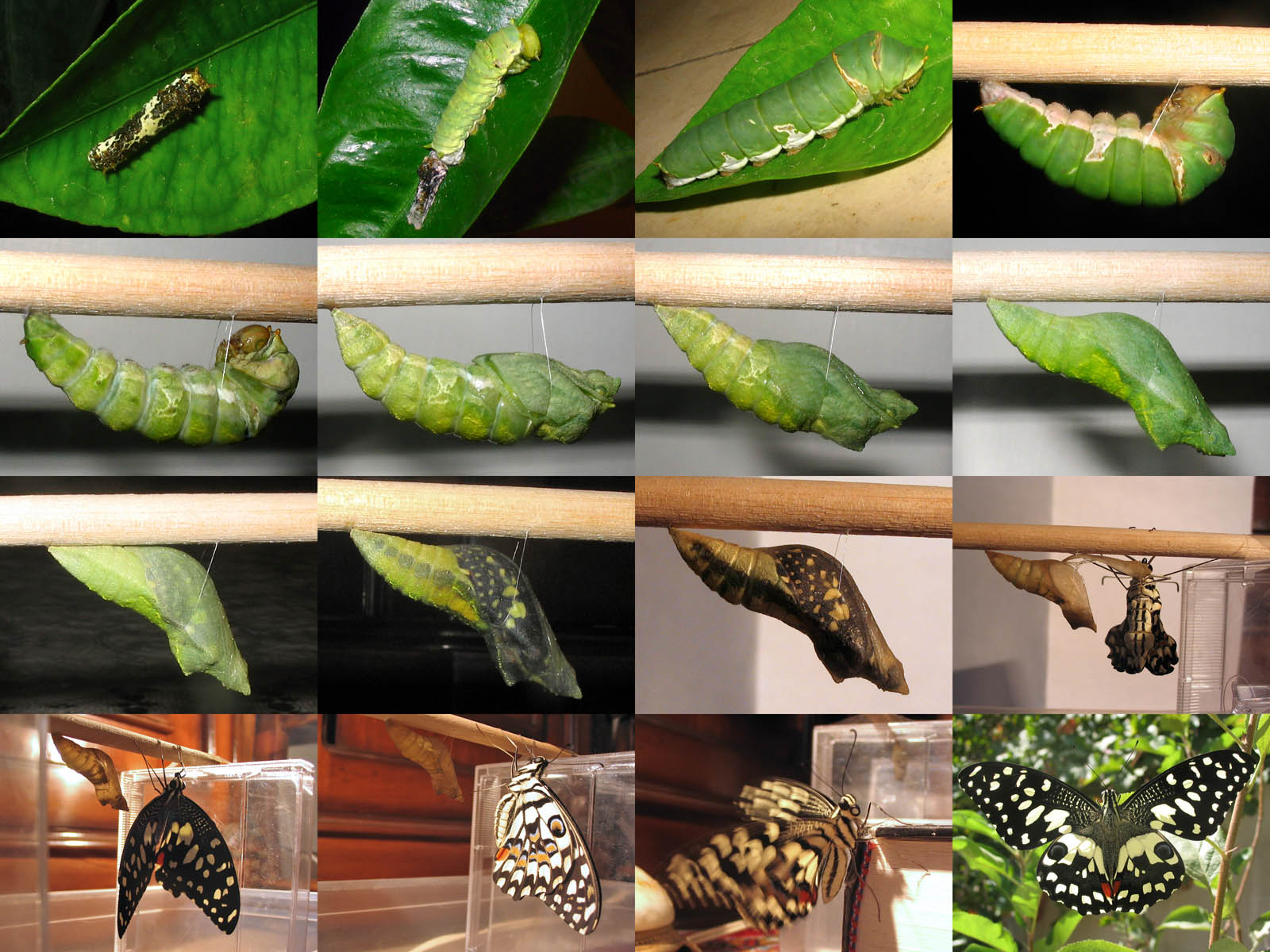
達摩鳳蝶的生命史

## 亞種
共5個亞種，按發表日期順序如下：
- P. d. demoleus 指名亞種
- P. d. sthenelus MacLeay, 1826 分佈於澳洲
- P. d. malayanus Wallace, 1865 分佈於中南半島
- P. d. sthenelinus Rothschild, 1895 分佈於印尼小巽他群島
- P. d. novoguineensis Rothschild, 1908 分佈於新幾內亞島

## 文獻
- Walthew, 1997, The Status and Flight Periods of Hong Kong Butterflies, Porcupine! 16: 34-37
- Bascombe, Johnston & Bascombe, 1999, The Butterflies of Hong Kong.
- Young & Yiu, 2002, Butterfly Watching in Hong Kong.
- Lo, 2005, Hong Kong Butterflies, 2nd edition.
- 羅益奎、許永亮. 郊野情報蝴蝶篇 (第三版). 漁農自然護理署. 2010. 198-199 頁.

## 外部連結
- 维基共享资源上的相關多媒體資源：達摩鳳蝶
- 維基物種上的相關：達摩鳳蝶
- 達摩鳳蝶 （页面存档备份，存于） - 香港生物多樣性資訊站 - 漁農自然護理署 （繁體中文）